# Гонтаров, Виктор Николаевич
Виктор Николаевич Гонтаров (1943—2009) — советский и украинский живописец. 
Ученики: Кузьминский Николай, Горбунов Юрий, Рудницкий Евгений,Панек Илья

## Биография
Родился 5 января 1943 года во временно оккупированном нацистами селе Сотницкий Казачок (ныне Золочевский район, Украина). Академик НАИУ (2006). Работал в Харьковской государственной академии дизайна и искусств, профессор кафедры монументальной живописи.
Умер 7 июля 2009 года.

## Награды и премии
- Национальная премия Украины имени Тараса Шевченко (2009) — за серию холстов «Мой Гоголь» и цикл живописных работ
- Заслуженный художник Украины (1995)